# République d'Uzupis
La République d'Uzupis (en lituanien : Nepriklausoma Užupio Respublika) est une micronation, fondée le 1er avril 1998, par les habitants du quartier éponyme de Vilnius, situé dans un méandre de la Vilnia, dit également Quartier de l'Autre Rive.

## Géographie
Uzupis est un petit quartier isolé, d'environ 60 hectares (0,6 km2) Sur ses quelque 7 000 habitants, 1000 sont des artistes. Il est séparé de la Vieille ville de Vilnius par la rivière Vilnia. 

## Histoire
Užupis est l'une des plus anciennes banlieues de Vilnius.
Au XIVe siècle, les futures rues Malūnų et Užupio existaient déjà.
Au XVIe siècle, la partie nord du quartier appartenait à la Fraternités de l'Esprit, des prêtres orthodoxes. Dans la partie sud se trouvait l'église de l'Apôtre Bartholomew, qui appartenait aux Augustins. La première église, construite en bois, date de 1644 et fut détruite lors d'un incendie dû à la foudre. Reconstruite, toujours en bois, elle est remplacée, en 1788, par une église en briques par l'architecte Martin Knakfus. Elle-même est détruite en 1794, pendant l'insurrection de Kościuszko. Une nouvelle fois, l'église est reconstruite, en 1824, et son beffroi date de 1881.
Le monastère des Bernardins, l'un des bâtiments les plus anciens d'Uzupis date de 1495.
Le quartier héberge aussi le cimetière des Bernardins, un des plus anciens de la ville. Les premiers ponts entre le quartier et Vilnius datent du XVIe siècle et, à l'époque, en dehors des religieux dans leurs monastères, la plupart des habitants sont des Juifs.
La majorité de la population juive du quartier a été tuée durant l'Holocauste, puis c'est le vieux cimetière juif (en) qui est rasé par les Soviétiques dans les années 1960. Les maisons encore debout sont alors occupées par des marginaux, des personnes sans domicile, des prostituées et, peu à peu, par des artistes.
Jusqu'à la déclaration d'indépendance de la Lituanie, en 1990, ce n'est qu'un quartier en ruines et à l'abandon. Encore aujourd'hui, beaucoup de jeunes artistes squattent des immeubles abandonnés sur les berges de la Vilnia.

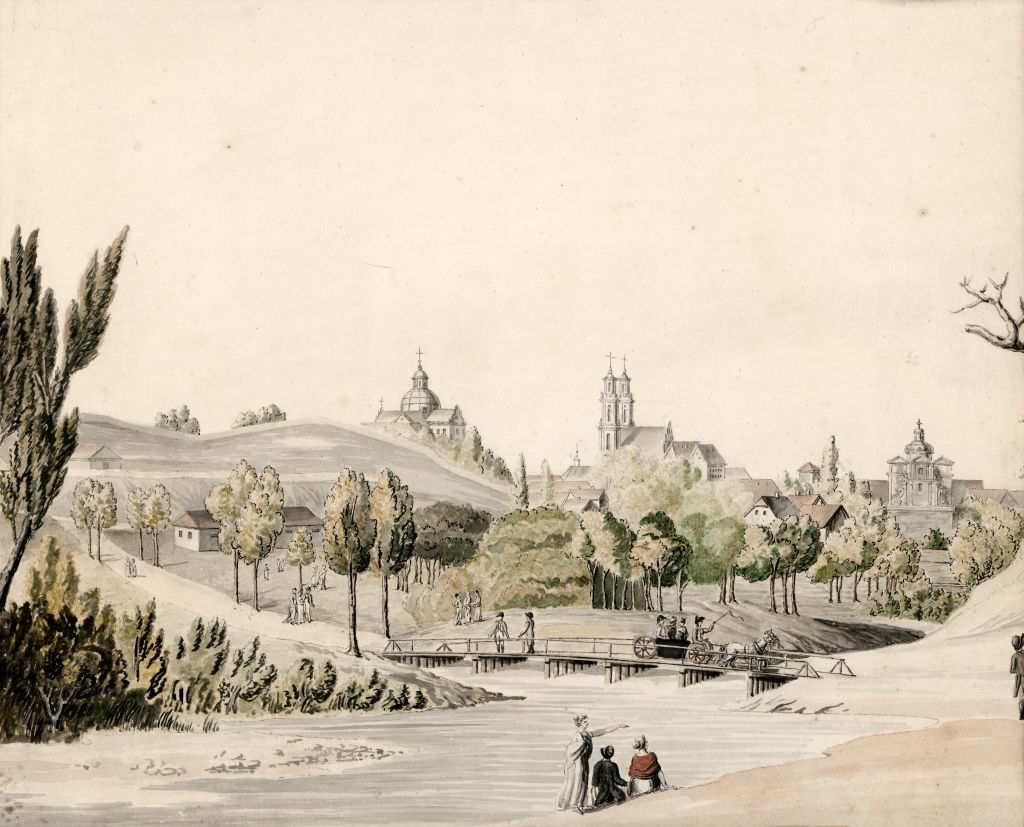
Uzupis (J. Pieška, 1808).
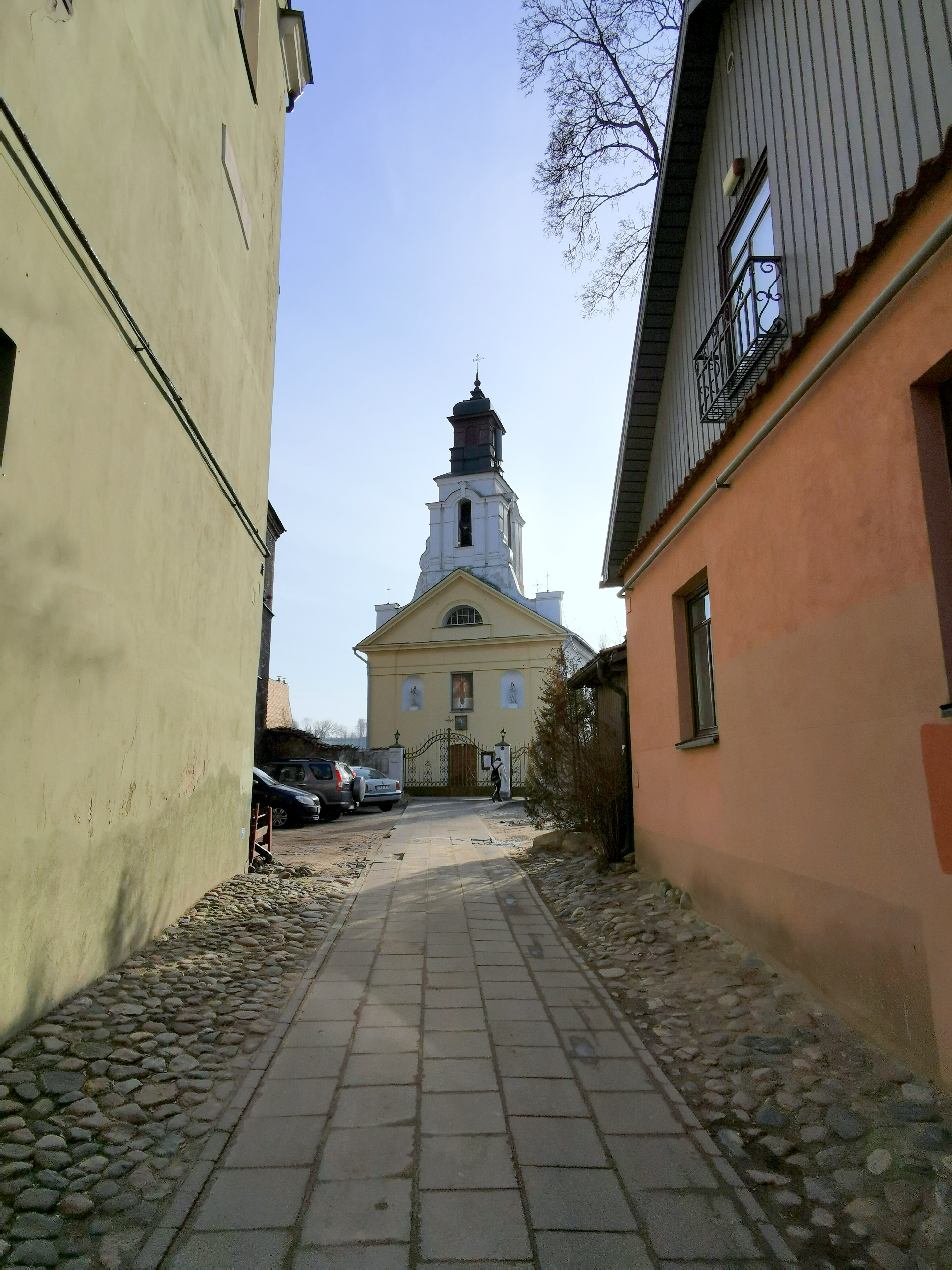
L'actuelle église de l'Apôtre Bartholomew.

## La révolution uzupienne
Autrefois considéré comme un vieux quartier décrépi à l'époque soviétique, Uzupis devint la résidence des artistes qui avaient jeté leur dévolu sur ce quartier pittoresque de vieilles maisons, à proximité immédiate de la vieille ville, trouvant assez de place dans les caves et greniers pour les ateliers. Peu à peu, l'effervescence artistique du lieu a transformé Uzupis en lieu de bohème, sorte de Montmartre lituanien. Le 1er avril 1998, les résidents du quartier déclarent la création de la République d'Uzupis, avec ses citoyens, ses lois, sa Constitution, et ses dirigeants.
Le drapeau de la République représente une paume de main dans un cercle sur un fond blanc. Suivant la saison, la couleur du cercle change : bleu en hiver, vert au printemps, jaune en été et rouge en automne.
Elle est dirigée par un président, détenteur du pouvoir à vie, et une reine élue chaque année. Une monnaie circule, l'« eurouz », ainsi qu'un journal, Uzupio Heroldas (« Le messager d'Uzupis »), dont le rédacteur en chef, Thomas Tchepaitis, occupe également le poste de Ministre des Affaires étrangères. La république a établi de nombreux liens internationaux, honorifiques, et est jumelée avec la République de Montmartre.
Elle est aussi dotée d'une armée régulière de 12 hommes.
La République a aussi officiellement enregistré une maison d'édition, aussi nommée La République d'Uzupis, qui sert d'interlocutrice avec la mairie de la ville.
Uzupis a accordé le titre de Citoyen d'honneur à quatre personnalités internationales : le 14e Dalaï-lama, qui visita la République en 2013, et y revint pour planter un arbre dans le square du Tibet, le 12 septembre 2010 ; le réalisateur Jonas Mekas ; et les écrivains Ugnė Karvelis et Zenonas Šteinys.

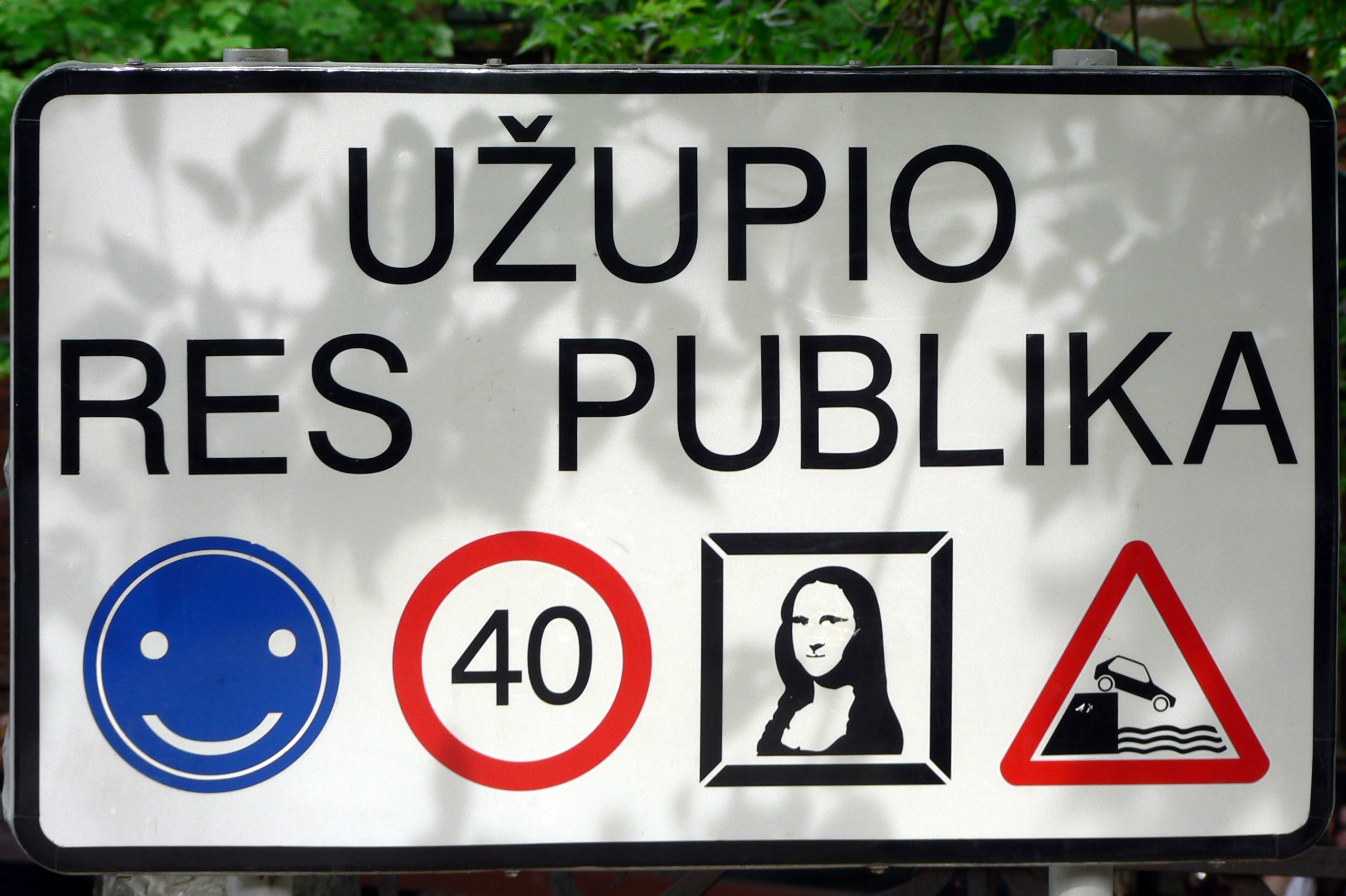
Plaque à la frontière de la République d'Užupis.
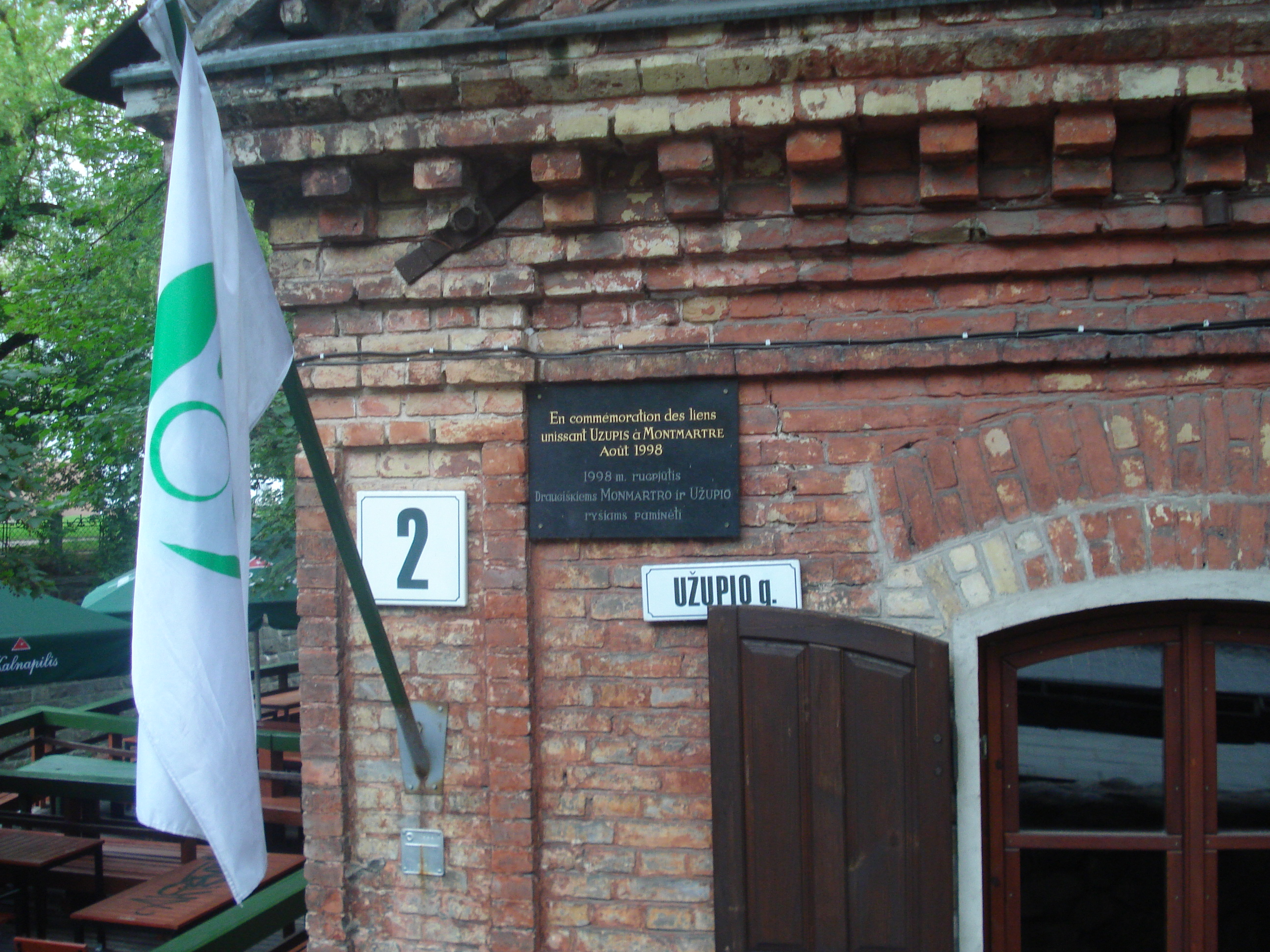
Plaque commémorative en l'honneur de l'amitié entre Montmartre et Užupis.
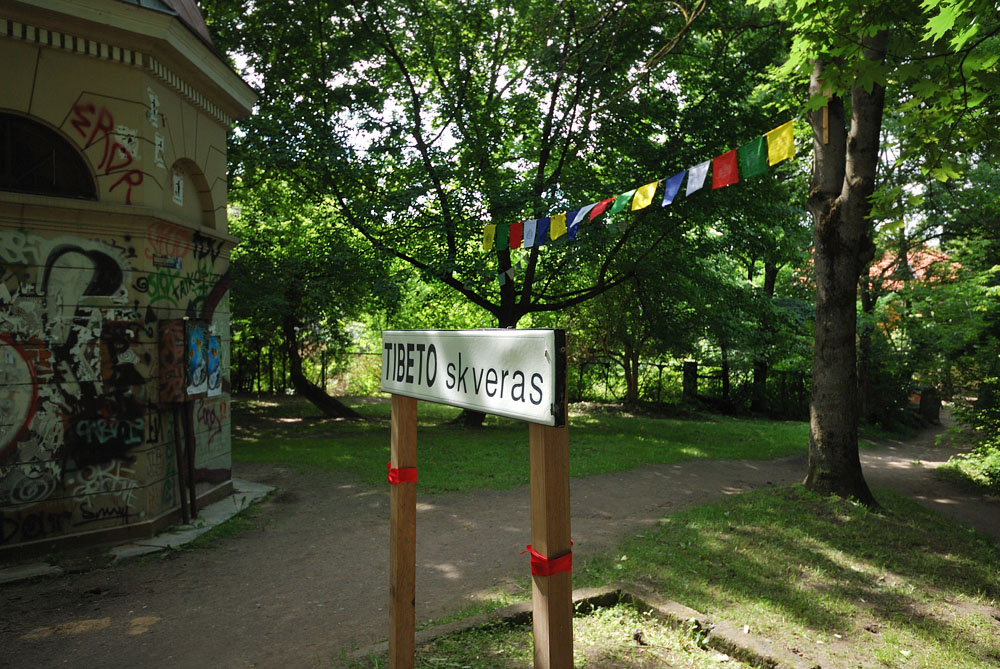
La place du Tibet.

## Les ambassadeurs d'Uzupis

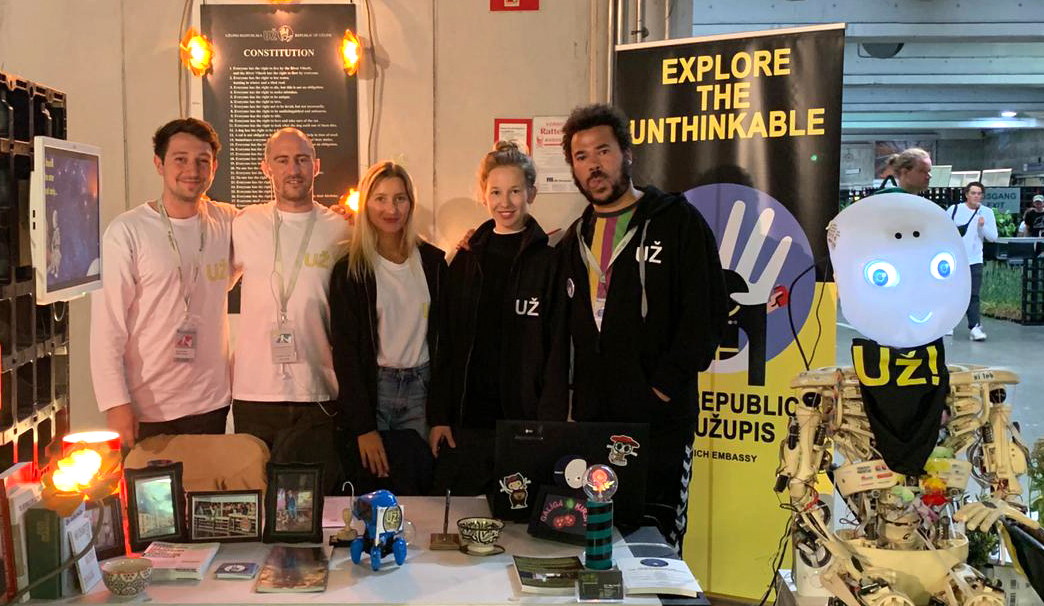
Ambassade temporaire de la République d'Užupis à Munich, en présence du consul humanoïde Roboy lors du Ars Electronica Festival (2019).

Le ministère des Affaires étrangères d'Uzupis a nommé plus de 500 ambassadeurs à travers le monde. Ces ambassadeurs ont pour mission de « jeter des ponts entre les gens ». Certains ambassadeurs représentent la république et sa constitution dans un État ou une région géographique tandis que d'autres partagent l'esprit de la république dans divers domaines de la vie comme l'ambassadeur parmi les colibris ou l'ambassadeur pour siffler dans les rues,.

## La Constitution d'Uzupis

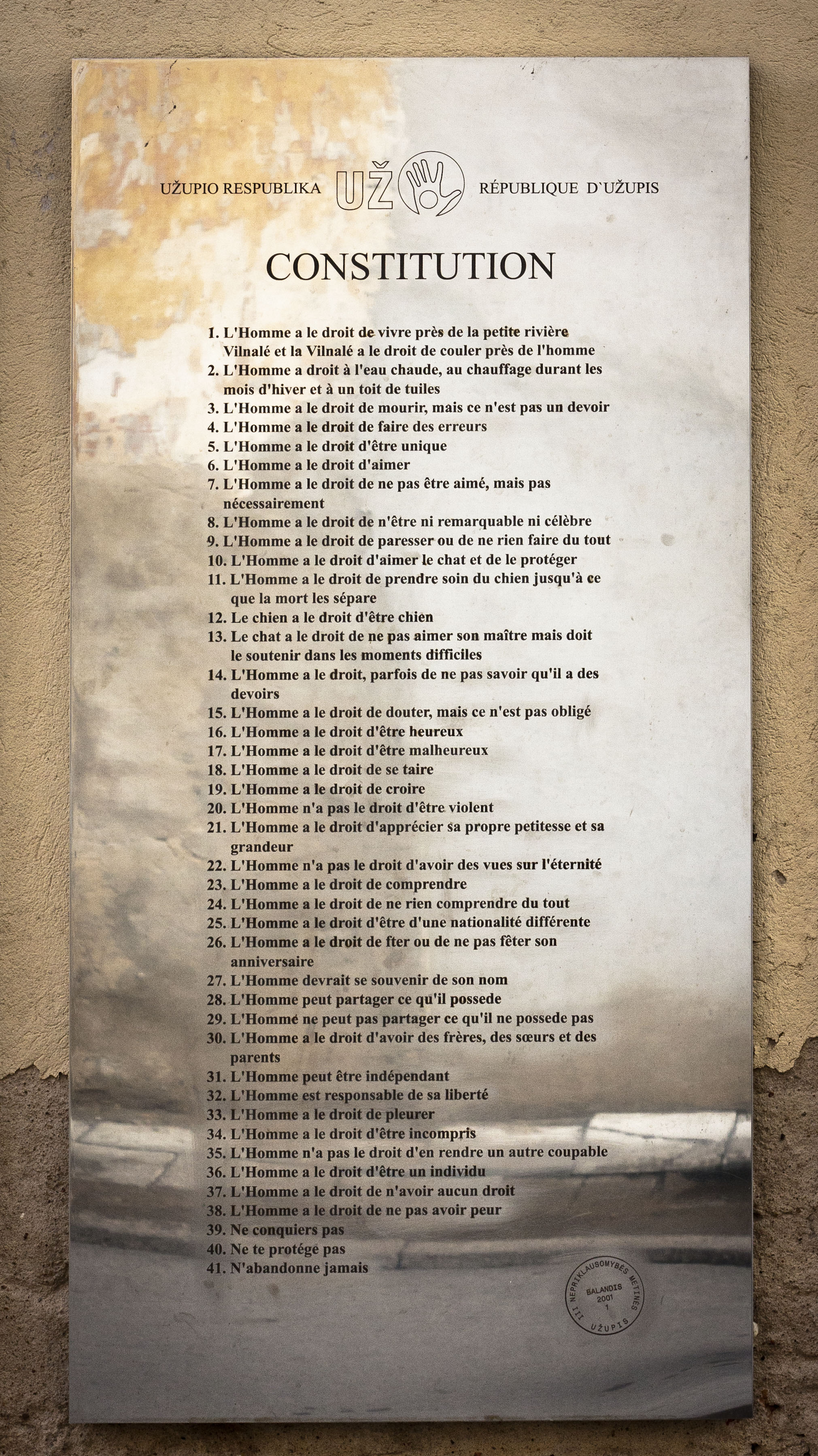
« La constitution d'Uzupis en français ».

Élaborée par les poètes lituaniens Romas Lileikis (en) et Tomas Čepaitis, elle est traduite dans plus de 50 langues différentes et exposée sur un mur proche du café Uzupio picerija.
En 2018, lors de la visite du pape François en Lituanie, celui-ci bénit une version en latin de la constitution. Elle est ensuite dévoilée officiellement le jour de la Saint-François, 4 octobre.
En 2019, une annexe à la Constitution est signée entre le ministre des Affaires étrangères, l'ambassadeur en Allemagne, l'expert en intelligence artificielle Alex Waldmann et le robot humanoïde Roboy : « Toute intelligence artificielle a le droit de croire en la bonne volonté de l'humanité ». Ceci fait de la Constitution uzupienne la toute première au monde à mentionner l'intelligence artificielle.
Elle comporte 41 points :
| La Constitution d'Užupis |
| --- |
| 1. L'Homme a le droit de vivre près de la petite rivière Vilnia et la Vilnia a le droit de couler près de l'Homme 2. L'Homme a le droit à l'eau chaude, au chauffage durant les mois d'hiver et à un toit de tuile 3. L'Homme a le droit de mourir, mais ce n'est pas un devoir 4. L'Homme a le droit de faire des erreurs 5. L'Homme a le droit d'être unique 6. L'Homme a le droit d'aimer 7. L'Homme a le droit de ne pas être aimé, mais pas nécessairement 8. L'Homme a le droit d'être ni remarquable ni célèbre 9. L'Homme a le droit de paresser ou de ne rien faire du tout 10. L'Homme a le droit d'aimer le chat et de le protéger 11. L'Homme a le droit de prendre soin du chien jusqu'à ce que la mort les sépare 12. Le chien a le droit d'être chien 13. Le chat a le droit de ne pas aimer son maitre mais doit le soutenir dans les moments difficiles 14. L'Homme a le droit, parfois de ne pas savoir qu'il a des devoirs 15. L'Homme a le droit de douter, mais ce n'est pas obligé 16. L'Homme a le droit d'être heureux 17. L'Homme a le droit d'être malheureux 18. L'Homme a le droit de se taire 19. L'Homme a le droit de croire 20. L'Homme n'a pas le droit d'être violent 21. L'Homme a le droit d'apprécier sa propre petitesse et sa grandeur 22. L'Homme n'a pas le droit d'avoir des vues sur l'éternité 23. L'Homme a le droit de comprendre 24. L'Homme a le droit de ne rien comprendre du tout 25. L'Homme a le droit d'être d'une nationalité différente 26. L'Homme a le droit de fêter ou de ne pas fêter son anniversaire 27. L'Homme devrait se souvenir de son nom 28. L'Homme peut partager ce qu'il possède 29. L'Homme ne peut pas partager ce qu'il ne possède pas 30. L'Homme a le droit d'avoir des frères, des sœurs et des parents 31. L'Homme peut être indépendant 32. L'Homme est responsable de sa Liberté 33. L'Homme a le droit de pleurer 34. L'Homme a le droit d'être incompris 35. L'Homme n'a pas le droit d'en rendre un autre coupable 36. L'Homme a le droit d'être un individu 37. L'Homme a le droit de n'avoir aucun droit 38. L'Homme a le droit de ne pas avoir peur 39. Ne conquiers pas 40. Ne te protège pas 41. N'abandonne jamais |

## L'Ange d'Užupis
Le 1er avril 2002, la statue d'un ange soufflant dans une trompette est dévoilée sur la place centrale d'Užupis. La sculpture en bronze créée par le sculpteur Romas Vilčiauskas et l'architecte Algirdas Umbrasas est devenue un lieu de rencontre populaire. L'Ange d'Užupis honore la mémoire de Zenonas Šteinis, un artiste et membre actif de la communauté. Romas Vilčiauskas est également le créateur de La Sirène d'Užupis.
Avant l'inauguration de l'Ange, une sculpture temporaire représentant un œuf géant était érigée à sa place. Une fois remplacé par l'Ange, il a été vendu aux enchères, pour 10 200 litas, et est toujours exposé à Uzupis, rue Pylimo.

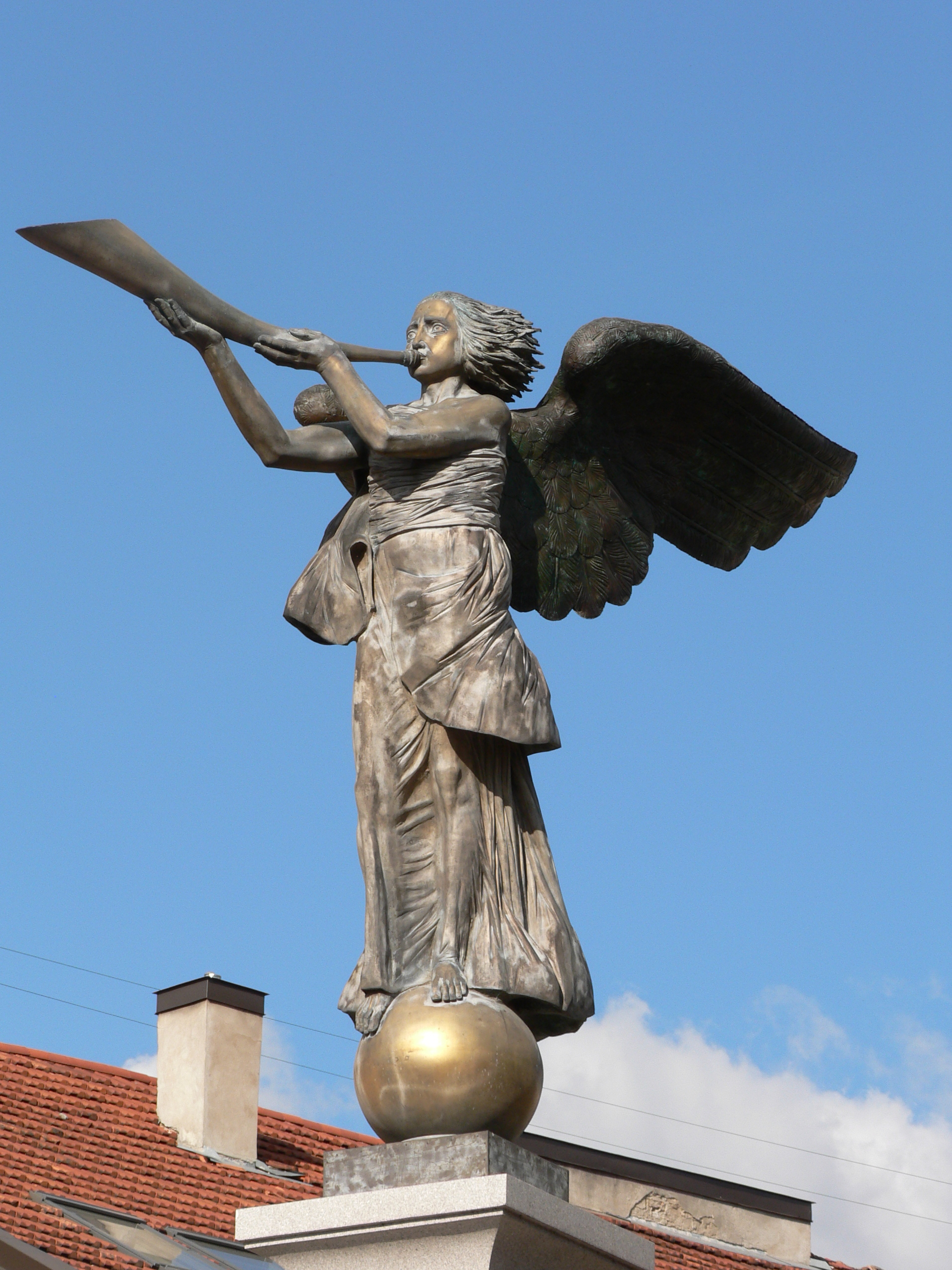
« L'Ange d'Užupis ».
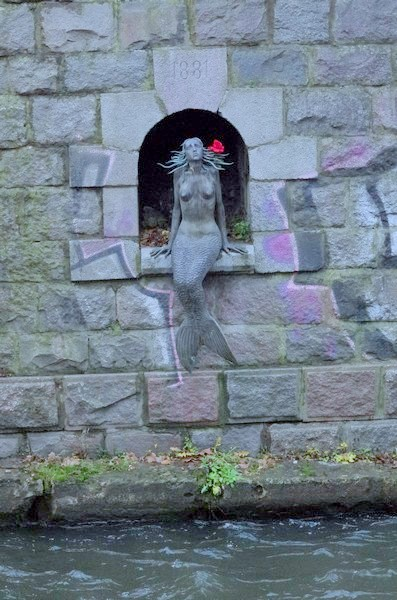
« La Sirène d'Užupis ».

## Une république festive
Peuplée de 7 000 habitants, Uzupis est chaque année le lieu de grandes fêtes chaleureuses et cosmopolites. Malgré l'absence de passeport ou de papiers prouvant la citoyenneté, un visa est délivré pour pénétrer à cette occasion dans le quartier. Les ponts qui enjambent la Vilnia sont relevés et une taxe doit être payée pour le passage.
À l'occasion du 1er avril, fête de la République d'Uzupis, une grande fête est organisée sur la place principale sous l'œil de l'ange protecteur. Des centaines de personnes participent à cette fête afin de profiter de la bière distribuée gratuitement toute la journée.

## Monnaie dans République Uzupis

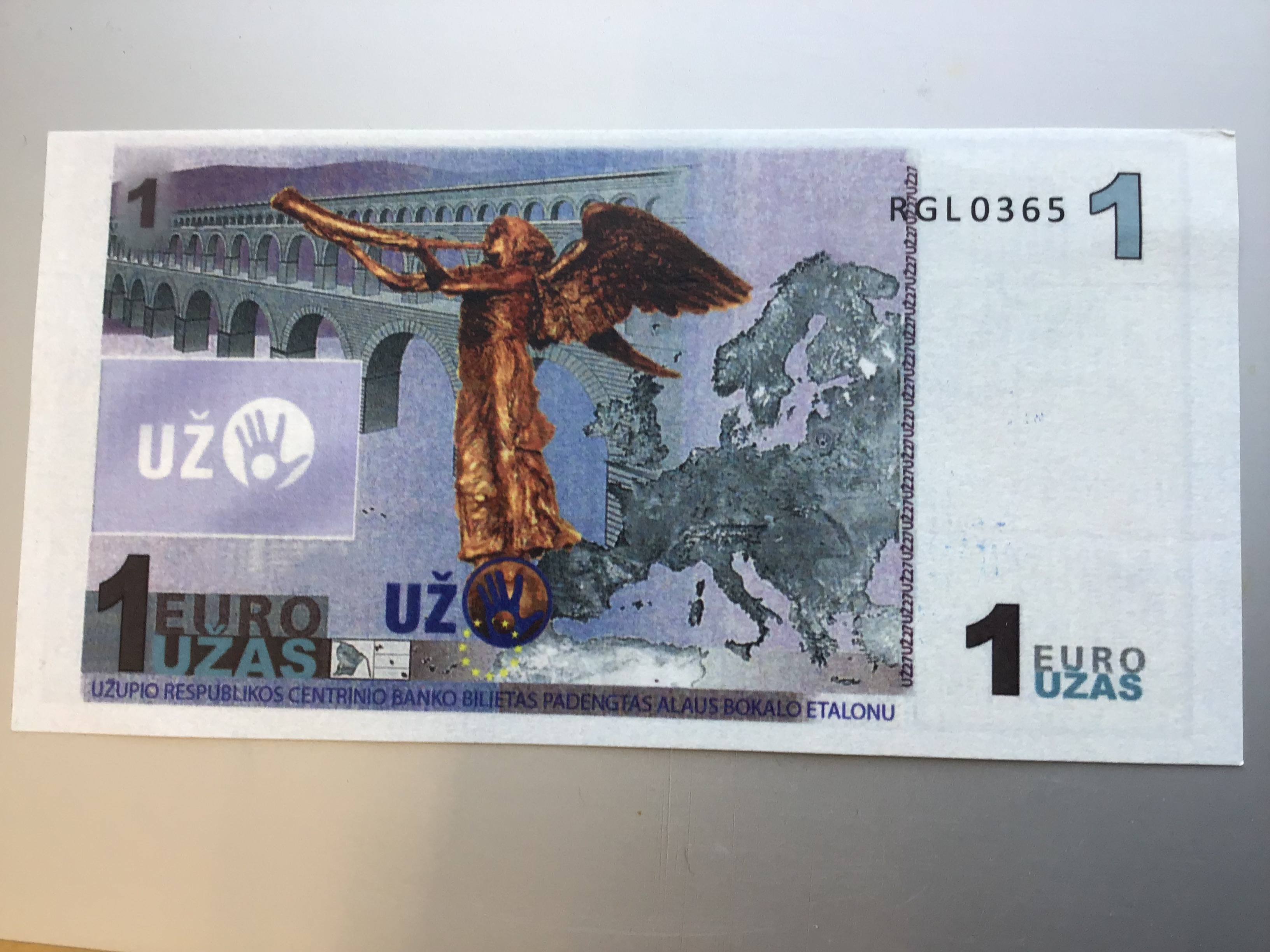
Le billet de 1 euro uzupiens.

Uzupis n'émet pas de monnaie, mais en vous rendant à la boutique de souvenirs d'Uzupis, vous pourrez acquérir des billets de 1 euro uzupiens.